# エクストリーム・ラーニング・マシン
エクストリーム・ラーニング・マシン（英: extreme learning machine, ELM）は，1層もしくは複数の隠れ層を有する順伝播型ニューラルネットワークであり，分類や回帰，データ・クラスタリングへ適用できる。2004年にGuang-Bin Huang，Qin-Yu Zhu，Chee-Kheong Siewによって提案された。
隠れ層のノードはランダムに決定するため，最適化を図る必要はない。また，出力層の重みは擬似逆行列によって計算されるため，誤差逆伝播法を用いた場合よりも速いという特徴がある。